# Bitamina
Bitamina – polski zespół muzyczny, założony w 2005 roku przez Amara Ziembińskiego, Mateusza Dopieralskiego i Piotra Sibińskiego.

## Kariera
Grupa powstała w 2005 roku. Ich pierwszym albumem są „Listy Janusza”, utrzymane w stylistyce eksperymentalnego hip-hopu, ocierające się o jazz, pełne gier słownych autorstwa Piotra Sibińskiego. W 2014 ukazał się cyfrowo album „Plac Zabaw”. Wywołał on spore zamieszanie i zainteresowanie wielu dziennikarzy muzycznych i osób ze środowiska. Pozytywne reakcje były motywacją do pracy nad kolejnymi produkcjami. Powstał instrumentalny album „C”, gdzie artyści pokazali swój kunszt w tworzeniu ciekawych i połamanych bitów, zaskakują samplami i jazzowym klimatem. W 2017 roku ukazała się płyta „Kawalerka”, kontynuacja „Placu Zabaw”. Jest to album bardziej piosenkowy, opowiadający o potknięciach i pierwszych krokach stawianych samemu, krok poza dziecinne podwórko.
W 2018 roku wraz z Dawidem Podsiadłą nagrali duet na płytę producencką kolektywu Flirtini. Do utworu powstał teledysk.
W roku 2019 ukazał się piąty album studyjny grupy „Kwiaty i Korzenie”. Jest to pierwsza płyta zespołu na której równolegle można usłyszeć obu wokalistów, czyli Mateusza Dopieralskiego i Piotra Sibińskiego. Dodatkowo do współpracy przy produkcji płyty został zaproszony Moo Latte. Na krążku gościnnie udzielają się Grubson i Jarecki.

## Dyskografia
Albumy studyjne:
| Rok  | Tytuł                                                                    |
| ---- | ------------------------------------------------------------------------ |
| 2013 | „Listy Janusza” (digi, cd) - Wydawca: self release / bandcamp            |
| 2014 | „Plac Zabaw” (digi, cd, lp) - Wydawca: self release / Astigmatic records |
| 2016 | „C” (digi, cd) - Wydawca: Kalejdoskop Records                            |
| 2017 | „Kawalerka” (digi, cd, lp) - Wydawca: Kalejdoskop Records                |
| 2019 | „Kwiaty i Korzenie” (digi, cd, lp) - Wydawca: Kalejdoskop Records        |

Gościnnie:
| Rok  | Tytuł |
| ---- | --- |
| 2018 | Bitamina / Dawid Podsiadło – „Nikt” Flirtini – Heartbreaks & Promises vol. 4 (lp, cd) - Wydawca: Flirtini Records / Asfalt Records 2018 |